# 拮抗
| ウィキペディアには「拮抗」という見出しの百科事典記事はありません（タイトルに「拮抗」を含むページの一覧/「拮抗」で始まるページの一覧）。 代わりにウィクショナリーのページ「拮抗」が役に立つかもしれません。 |